# Sköldskinnbaggar
Sköldskinnbaggar (Scutelleridae) är en familj med skinnbaggar inom överfamiljen Bärfisartade insekter. Familjen beskrevs 1815 av William Elford Leach och innehåller omkring 450 kända arter världen över. I Europa finns 51 arter och i Sverige sex arter.

## Utseende

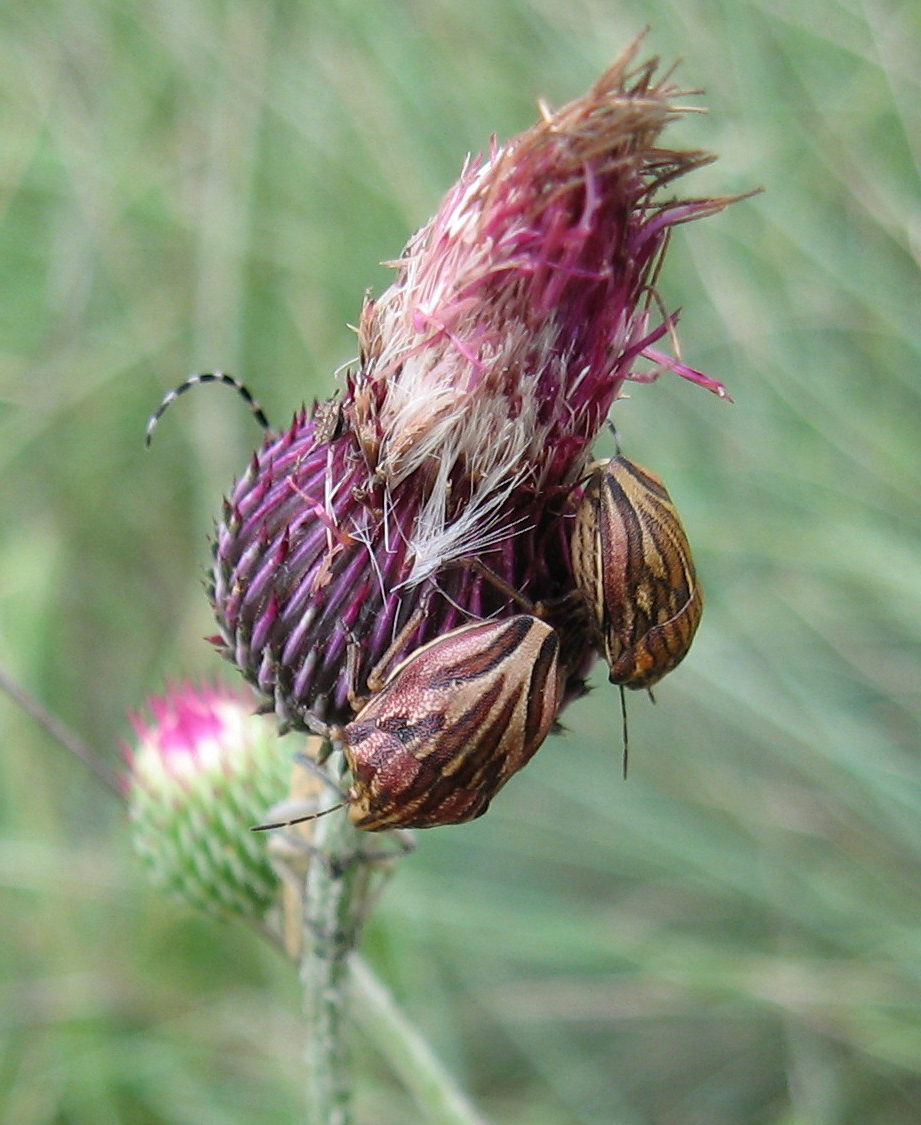
Odontotarsus purpureolineatus

Sköldskinnbaggar är små insekter med en kompakt, rundad kropp som är 4–11 mm lång. De flesta arter har en diffus brun eller mörk färgteckning, men tropiska arter kan vara färggranna med metallisk glans, vilket gett dem namnet "jewel bugs" på engelska. De har femledade antenner, treledade ben och en mycket stor skutell som täcker nästan hela bakkroppen, och som är utvidgad bakåt, så långt att den når spetsen på bakkroppen, samt åt sidorna så att den delvis täcker framvingarna.

## utbredning
De flesta arter lever i tropiska delar av världen och många av dessa är klart och livligt färgade. De arter som förekommer i tempererat klimat är oftare mer oansenligt färgade, men undantag finns. 

## Ekologi
Födan består av växtsaft och några arter är kända som skadedjur, till exempel Eurygaster integriceps som förekommer i södra Europa och sydvästra Asien och som angriper vete. Bomull är en annan gröda som kan drabbas av sköldskinnbaggar.
Sköldskinnbaggar har som andra halvvingar ofullständig förvandling och genomgår utvecklingsstadierna ägg, nymf och imago.

## Underfamiljer och släkten
Familjen omfattar runt 81 släkten och cirka 450 arter. Även om indelningen i tribus och underfamiljer än så länge är oklar,  så de delas de in i åtta underfamiljer sensu lato: Elvisurinae, Eurygastrinae, Hoteinae (ibland placerad inom Pachycorinae), Odontoscelinae, Odontotarsinae, Pachycorinae, Scutellerinae och Tectocorinae.

### ElvisurinaeStål, 1872
Vida spridd grupp, med typsläktet Elvisura, som förekommer i södra Afrika och där endast Solenosthedium bilunatum förekommer i Europa.
- Austrotichus Gross, 1975 (monotypisk) 
  - Austrotichus rugosus Gross, 1975
- Coleotichus White, 1839
- Elvisura Spinola, 1837
- Solenosthedium Spinola, 1837
- Solenotichus Martin, 1897

### EurygastrinaeAmyot & Audinet-Serville, 1843
- Eurygaster Laporte, 1833
- Polyphyma Jakovlev, 1877
- Ceratocranum Reuter, 1890
- Periphima Jakovlev, 1889
- Periphymopsis Schouteden, 1904
- Promecocoris Puton, 1886
- Psacasta Germar, 1839
- Xerobia Stål, 1873

### HoteinaeCarapezza, 2008
- Deroplax Mayr, 1864
- Ellipsocoris Mayr, 1864
- Hotea Amyot & Serville, 1843

### OdontoscelinaeAmyot & Audinet-Serville, 1843
Förekommer främst i Europa
- Holonotellus Horváth, 1895
- Irochrotus Amyot & Serville, 1843
- Odontoscelis Laporte, 1833

### OdontotarsinaeMulsant & Rey, 1865
- Ahmadocoris Carapezza, 2009
- Alphocoris Germar, 1839
- Melanodema Jakovlev, 1880
- Odontotarsiellus Hoberlandt, 1955
- Odontotarsus Laporte, 1833
- Urothyreus Horváth, 1921
- Euptychodera Bergroth, 1908
- Fokkeria Schouteden, 1904
- Morbora Distant, 1899
- Phimodera Germar, 1839
- Vanduzeeina Schouteden, 1904

### PachycorinaeAmyot & Audinet-Serville, 1843
- Acantholomidea Sailer, 1945
- Agonosoma Laporte, 1833
- Ascanius Stål, 1868
- Brailovskylus Eger, 2017
- Camirus Stål, 1862
- Chelycoris Bergroth, 1891

1. Chelyschema Bergroth, 1891
2. Coptochilus Amyot & Serville, 1843
3. Crathis (bug) Stål, 1861
4. Diolcus Mayr, 1864
5. Dystus Stål, 1862
6. Ephynes Stål, 1868
7. Galeacius Distant, 1889
8. Homaemus Dallas, 1851
9. Lobothyreus Mayr, 1864
10. Misippus Stål, 1868
11. Nesogenes Horváth, 1921
12. Orsilochides Kirkaldy, 1909
13. Pachycoris Burmeister, 1835
14. Polytes Stål, 1868
15. Sphyrocoris Mayr, 1864
16. Stethaulax Bergroth, 1891
17. Symphylus Dallas, 1851
18. Testrina Walker, 1867
19. Tetyra Fabricius, 1803
20. Tiridates (bug) Stål, 1868

### ScutellerinaeLeach, 1815
Urval av släkten
- Augocoris
- Calliphara
- Cantao
- Chrysocoris
- Eucorysses Amyot & Audinet-Serville, 1843
- Lampromicra
- Scutellera Lamarck, 1801
- Sphaerocoris

### TectocorinaeMcDonald & Cassis, 1984
- Tectocoris Hahn, 1834